# هاری هولکری
هاری هولکری (انگلیسی: Harri Holkeri؛ ۶ ژانویهٔ ۱۹۳۷ – ۷ اوت ۲۰۱۱) یک سیاست‌مدار و دیپلمات اهل فنلاند بود. 